# Quần đảo Thái Bình Dương

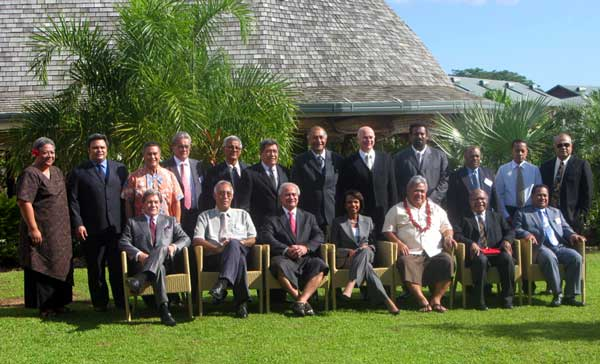
Lãnh đạo các đảo Thái Bình Dương, tất cả các thành viên của Diễn đàn các đảo Thái Bình Dương, tại một cuộc họp ở Samoa với cựu Ngoại trưởng Hoa Kỳ Condoleezza Rice (giữa), ngày 26 tháng 7 năm 2008

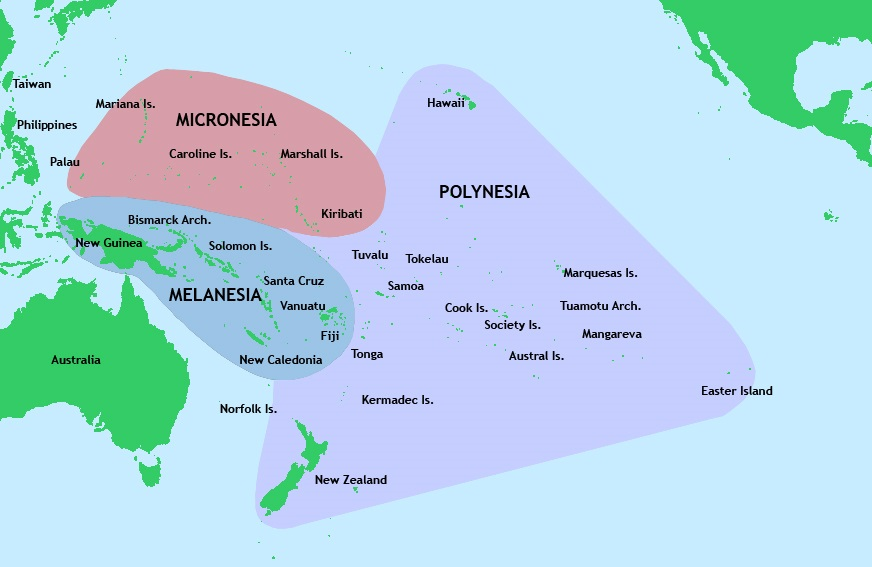
Ba trong số các nhóm đảo chính ở Thái Bình Dương.

Quần đảo Thái Bình Dương (Pacific Islands) bao gồm 20.000 đến 30.000 hòn đảo ở Thái Bình Dương. Các hòn đảo cũng đôi khi được gọi chung là Châu Đại Dương, mặc dù châu Đại Dương đôi khi trong định nghĩa cũng bao gồm cả Úc và quần đảo Mã Lai.
Quần đảo Thái Bình Dương, tọa lạc ở phía Nam của chí tuyến, theo truyền thống được chia thành 3 khu vực: Melanesia, Micronesia và Polynesia:
- Melanesia có nghĩa là quần đảo đen. Chúng bao gồm New Guinea (hòn đảo lớn nhất Thái Bình Dương và hòn đảo lớn thứ hai trên thế giới sau Greenland, được chia thành các quốc gia có chủ quyền như Papua New Guinea và các tỉnh Maluku, Papua và Tây Papua của Indonesia, Nouvelle-Calédonie, Zenadh Kes (Quần đảo Eo biển Torres), Vanuatu, Fiji, và quần đảo Solomon.
- Micronesia có nghĩa là quần đảo nhỏ. Chúng bao gồm các quần đảo Mariana, Guam, đảo Wake, Palau, quần đảo Marshall, Kiribati, Nauru, và Liên bang Micronesia. Hầu hết tọa lạc phía bắc của đường xích đạo.
- Polynesia có nghĩa là nhiều đảo. Chúng bao gồm New Zealand, quần đảo Hawaii, Rotuma, quần đảo Midway, Samoa, American Samoa, Tonga, Tuvalu, quần đảo Cook, Wallis và Futuna, Tokelau, Niue, Polynesia thuộc Pháp, và đảo Phục Sinh. Đây là khu vực lớn nhất trong ba khu.

Đảo trong vùng được chia thành hai nhóm đảo, nhóm đảo cao và nhóm đảo thấp. Núi lửa tạo ra các hòn đảo cao, có nhiều cư dân tập trung với các mãnh đất nông nghiệp màu mở hơn. Các hòn đảo thấp thường là các rạng san hô hay đảo san hô, có diện tích tương đối nhỏ và ít cư dân hay không có người định cư. Ngoài ra còn có nhiều đảo trong Thái Bình Dương không được xem là thuộc Châu Đại Dương. Những hòn đảo này bao gồm: quần đảo Galápagos của Ecuador, quần đảo Aleutian ở Alaska, Hoa Kỳ, các đảo của quần đảo Kuril và Sakhalin của Nga, Đài Loan và các đảo khác của nước Trung Hoa Dân quốc, Philippines, các đảo trong Biển Đông, bao gồm các Quần đảo tranh chấp ở Biển Đông, hầu hết các hòn đảo của Indonesia, và quốc đảo Nhật Bản, trong đó bao gồm quần đảo Nhật Bản.
- Nauru (cùng với đảo Banaba của Kiribati), có thể được xem là một ngoại lệ. Những cư dân bản địa Nauru được xem là một sự hỗn hợp về văn hóa và lai chủng từ ba nhóm trên. Trong đó với ảnh hưởng văn hóa bắt nguồn chủ yếu từ Micronesia. Về khía cạnh lịch sử, vùng này ảnh hưởng với Polynesia.

## Danh sách các đảo ở Thái Bình Dương
Đây là danh sách các đảo, quần đảo chủ yếu thuộc Thái Bình Dương. Gồm cả các đảo lớn, nhỏ, hình thức chính trị, các đảo có người ở và không có người định cư.
- Samoa thuộc Mỹ (phần phía Đông của Quần đảo Samoa, Lãnh thổ của Hoa Kỳ)
  - Aunu'u
  - Ofu-Olosega
  - Rose Atoll
  - Đảo Swains (Olosenga, Olohega) (tranh chấp)
  - Tau, Samoa
  - Tutuila
- Đảo Baker (Hoa Kỳ)
- British Columbia, Canada (nhiều đảo). Tất cả các hòn đảo ở Thái Bình Dương thuộc Canada chủ yếu nằm trong tỉnh bang British Columbia. Đảo Vancouver là đảo thuộc Thái Bình Dương lớn nhất của Canada.
- Quần đảo Caroline (Liên bang Micronesia; Palau)
  - Liên bang Micronesia
    - Pohnpei
    - Yap
      - Ulithi

    - Chuuk
      - Puluwat

    - Kosrae

  - Palau
    - Babeldaob
    - Ioueldaob
      - Koror

    - Quần đảo Tây Nam
- Quần đảo Clipperton (Pháp)
- Quần đảo Cook
  - Aitutaki
  - Atiu
  - Pamati (Palmerston)
  - Mangaia
  - Manihiki (Humphrey)
  - Manuae (Hervey)
  - Mauke (Parry)
  - Mitiaro
  - Nassau
  - Pukapuka (Danger)
  - Rakahanga (Reirson)
  - Rarotonga
  - Suwarrow (Anchorage)
  - Takutea
  - Tongareva (Penrhyn)
- Quần đảo Desventuradas (Chile)
- Đảo Đông/Rapa Nui (Chile)
- Isla Salas y Gómez (Chile)
- Juan Fernández Islands (Chile)
- Quần đảo Fiji
  - Quần đảo Principal:
    - Viti Levu
    - Vanua Levu

  - Các đảo quan trọng ở ngoài:
    - Conway Reef
    - Đảo Kadavu
    - Taveuni
    - Đảo Rotuma

  - Quần đảo:
    - Nhóm Kadavu
    - Đảo Lau
    - Quần đảo Lomaiviti
    - Quần đảo Mamanuca
    - Quần đảo Moala
    - Đảo Ringgold
    - Rotuma Group
    - Nhóm đảo Vanua Levu
    - Nhóm đảo Viti Levu
    - Quần đảo Yasawa
- Polynesia thuộc Pháp ("Tahiti", Lãnh thổ hải ngoại của Pháp)
  - Quần đảo Austral
    - Tubuai

  - Quần đảo Society
    - Quần đảo Windward
      - Moorea
      - Tahiti
      - Tetiaroa
      - Maiao
      - Mehetia

    - Quần đảo Leeward
      - Bora Bora
      - Huahine
      - Maupiti
      - Raiatea & Tahaa
      - Tupai
      - Mopelia (aka Maupihaa)
      - Manuae (aka Scilly Atoll)
      - Motu One (aka Bellinghausen)

  - Marquesas
    - Fatu Hiva
    - Hiva Oa
    - Nuku Hiva
    - Tahuata
    - Ua Huka
    - Ua Pou

  - Tuamotus
    - Rangiroa
    - Fakarava
    - Moruroa
    - Fangataufa

  - Quần đảo Gambier
    - Mangareva
    - Đảo Helena
- Quần đảo Galapagos (Ecuador)
- Quần đảo Gilbert (Kiribati)
- Quần đảo Hawaii
  - Quần đảo Main
    - Hawaiʻi
    - Kahoʻolawe
    - Kauaʻi
    - Lanaʻi
    - Maui
    - Molokaʻi
    - Niʻihau
    - Oʻahu

  - Quần đảo Tây Bắc Hawaiian
    - Kaʻula
    - Nihoa
    - Necker
    - French Frigate Shoals
    - Gardner Pinnacles
    - Maro Reef
    - Laysan
    - Lisianski
    - Pearl và Hermes Reef
    - Midway
    - Kure
- Đảo Howland (Hoa Kỳ)
- Indonesia
- Maluku
- Papua
- Nhật Bản quần đảo có 6,852 đảo
- Đảo Johnston (Hoa Kỳ)
- Quần đảo Kermadec (New Zealand)
  - Đảo Macauley
  - Đảo Raoul
- Quần đảo Line
  - Đảo Caroline
  - Đảo Flint (Kiribati)
  - Đảo Jarvis (Hoa Kỳ)
  - Kingman Reef (Hoa Kỳ)
  - Kiritimati/Đảo Christmas (Kiribati)
  - Đảo Malden (Kiribati)
  - Đảo Palmyra (Hoa Kỳ)
  - Đảo Starbuck (Kiribati)
  - Tabuaeran/Đảo Fanning (Kiribati)
  - Teraina/Đảo Washington (Kiribati)
  - Tongareva/Đảo Penhryn (Quần đảo Cook)
  - Đảo Vostok (Kiribati)
- Đảo Lord Howe (Australia)
- Đảo Marcus (Nhật Bản)
- Quần đảo Marianas (Hoa Kỳ)
  - Guam
  - Quần đảo Bắc Marianas
    - Tây Ban Nha
    - Rota
    - Tinian
    - Maug
    - Đảo Pagan
    - Alamagan
    - Farallon de Pajaros
- Đảo Marshall
  - Bikini
  - Enewetak
  - Kwajalein
  - Rongelap
  - Majuro
- Đảo Norfolk (Australia)
- Liên bang Micronesia (Quần đảo Caroline)
  - Chuuk (Truk)
    - Puluwat

  - Pohnpei
  - Kosrae
  - Yap
    - Ulithi
- Nauru
- Nouvelle-Calédonie ("Kanaky", Pháp)
  - Quần đảo Chesterfield
  - Ilots du Mouillage
  - Nouvelle-Calédonie
    - Đảo Pines
    - Quần đảo Belep
    - Nouvelle-Calédonie

  - Quần đảo Loyalty
    - Bagao
    - Đảo Lifou
    - Đảo Maré
    - Đảo Ouvéa
    - Đảo Tiga
- New Zealand ("Aotearoa", còn gọi là Quần đảo New Zealand)
  - Quần đảo Chatham
    - Đảo Chatham
    - Đảo Pitt

  - Đảo D'Urville
  - Đảp Great Barrier
  - Đảo Kapiti
  - Đảo Bắc
  - Đảo Nam
  - Đảo Stewart/Rakiura
  - Đảo Waiheke
- Niue (Đảo Savage)
- Đảo Okinotori (Nhật Bản)
- Papua New Guinea
  - Quần đảo Bismarck
    - Quần đảo Admiralty
    - New Britain
    - New Ireland
    - Nhóm đảo Saint Matthias

  - Bougainville
  - Quần đảo D'Entrecasteaux
  - Quần đảo Louisiade
  - Quần đảo Trobriand
- Quần đảo Phoenix (Kiribati)
- Quần đảo Pitcairn (Vương quốc liên hiệp Anh và Bắc Ailen)
  - Đảo Henderson
  - Đảo Oeno
  - Đảo Ducie
- Quần đảo Revillagigedo (México)
- Sakhalin (Nga)
- Samoa (phần phía Tây Quần đảo Samoa)
  - Savaiʻi
  - ʻUpolu
  - Apolima
  - Manono
  - Nuutele
- Quần đảo Solomon
  - Bellona
  - Choiseul
  - Quần đảo Florida
  - Guadalcanal
  - Malaita
  - Maramasike
  - Quần đảo New Georgia
  - Rennell
  - Quần đảo Russell
  - San Cristobal
  - Quần đảo Santa Cruz
  - Santa Isabel
  - Quần đảo Shortland
  - Sikaiana (Quần đảo Stewart)
  - Tulagi
  - Ulawa
  - Uki
- Tokelau
  - Atafu (Quần đảo Công tước York)
  - Fakaofo (Bowditch Island)
  - Nukunonu (Đảo Công tước Clarence)
  - Olohega (Đảo Swains) (tranh chấp)
- Tonga
  - Niuafoʻou
  - Niuatoputapu (Đảo Keppel's)
  - Vavaʻu
  - Kao
  - Tofua
  - Haʻapai
  - Tongatapu
  - ʻEua
- Quần đảo Torres Strait (Australia)
- Tuvalu (còn gọi Quần đảo Tuvalu)
  - Funafuti (gồm có hơn 30 đảo san hô)
  - Nanumanga (hay Nanumaga)
  - Nanumea (gồm có 6 đảo san hô)
  - Niulakita
  - Niutao
  - Nui (gồm có 21 đảo san hô)
  - Nukufetau (gồm có 33 đảo san hô)
  - Nukulaelae (gồm có 15 đảo san hô)
  - Vaitupu (atoll of at least 9 islands)
- Vanuatu (New Hebrides; còn gọi Quần đảo Vanuatu)
  - Ambrym
  - Anatom
  - Aoba
  - Éfaté
  - Erromango
  - Espiritu Santo
  - Futuna
  - Hunter (Pháp và Vanuatu tuyên bố chủ quyền)
  - Îles Banks
  - Îles Torres
  - Maéwo
  - Matthew (Pháp và Vanuatu tuyên bố chủ quyền)
  - Malakula
  - Pentecóte
  - Tanna
- Đảo Wake (Hoa Kỳ)
- Wallis và Futuna (Pháp)
  - Alofi
  - Futuna
  - Wallis (ʻUvea)
- Đảo Willis (Australia)